# مدينة إبداعية
المَدِينَة المُبتَكِرة أو المدينة الإبداعية (بالإنجليزية: Creative city)‏ هو مفهوم يدعو إلى النظر إلى الإبداع على أنه عامل استراتيجي في التنمية. بالإضافة إلى أن تكون المدن فعالة وعادلة، فإن المدينة الإبداعية توفر الأماكن والتجارب والفرص لتعزيز الإبداع بين مواطنيها.

## الإبداع والخيال في الأنشطة الحضرية
عندما قُدّم مفهوم المدينة الإبداعية، كان ينظر إليه على أنه طموح، ودعوة لتشجيع التفكير المفتوح والخيال، مما ينطوي على تأثير كبير على الثقافة التنظيمية. وتقوم فلسفته على أن هناك إمكانات إبداعية أكبر دائمًا في المدينة ما بعد الصناعية. ويشير إلى أنه يجب خلق الظروف للناس للتفكير والتخطيط والتصرف بخيال في استغلال الفرص أو معالجة المشاكل الحضرية التي تبدو لا تقبل الحل.
يتطلب هذا بنية تحتية تتجاوز البنية المادية المكونة من المباني والطرق والصرف الصحي لتشمل البنية التحتية اللينة. وتتكون البنية التحتية الإبداعية من مزيج من البنية التحتية الصلبة واللينة، حيث تشمل الأخيرة عقلية المدينة وكيفية التعامل مع الفرص والمشاكل، وجوها يتناسب معها الحوافز والأنظمة التنظيمية. ولتكون المدينة إبداعية، تتضمن البنية التحتية الل
ينة العمالة الماهرة والمرنة، والأفكار الديناميكية والمبدعين والمنفذين. وفي المدينة الإبداعية، ليس فقط الفنانون وأولئك الذين يعملون في الاقتصاد الإبداعي هم المبدعون، على الرغم من أن لهم دورًا مهمًا. يمكن أن يأتي الإبداع من أي مصدر بما في ذلك أي شخص يتعامل مع المسائل بطريقة مبتكرة سواء كان عاملاً اجتماعيًا أو رجل أعمال أو عالم أو موظف حكومي. ولا يتعلق الإبداع فقط بوجود أفكار، بل يتعلق أيضًا بالقدرة على تنفيذها.
يدعو المفهوم إلى غرس ثقافة الإبداع في كيفية تشغيل أصحاب المصلحة الحضرية. من خلال تشجيع وتشريع استخدام الخيال في الكيانات العامة والخاصة والمجتمعية، سوف توسع اتجاه الأفكار للحلول المحتملة لأي مشكلة حضرية.
تعمل المدينة الإبداعية على تحديد وتنمية وجذب والحفاظ على المواهب بحيث يكون بإمكانها تعزيز الأفكار والمواهب والمنظمات الإبداعية. والبيئة المبنية - المسرح والإطار - حاسمة لإنشاء المناخ. تعتبر البيئة الإبداعية مكانًا يحتوي على المتطلبات اللازمة من البنية التحتية الصلبة واللينة لتوليد تدفق من الأفكار والاختراعات. يمكن أن تكون البيئة المبدعة مبنىً أو شارعًا أو منطقة أو حيًا أو مدينة أو منطقة.
شهدت شعبية الإبداع ارتفاعًا بسبب الاعتراف المتزايد بأن العالم، بالإضافة إلى هياكله الاقتصادية والاجتماعية والثقافية، كان يتغير بشكل كبير. وكان ذلك جزئيًا بسبب ثورة تكنولوجيا المعلومات. ولمواجهة هذه التغييرات، كان يتطلب إعادة تقييم موارد وإمكانات المدن وعملية إعادة ابتكار ضرورية على جميع الجبهات.
الموارد الثقافية متجسدة في إبداع الناس ومهاراتهم ومواهبهم. وهي ليست فقط مثل المباني، بل تشمل الرموز والأنشطة ومجموعة المنتجات المحلية في الحرف والصناعة والخدمات. تشمل موارد المدن الثقافية التراث التاريخي والصناعي والفني، بما في ذلك الهندسة المعمارية والمناظر الحضرية أو المعالم الأثرية. كما تشمل التقاليد المحلية والأصلية للحياة العامة والاحتفالات والطقوس أو القصص بالإضافة إلى الهوايات والشغف. اللغة والطعام والطبخ والأنشطة الترفيهية والأزياء جزء من موارد المدن الثقافية، وكذلك الثقافات الفرعية والتقاليد الفكرية التي يمكن استخدامها للتعبير عن خصوصية المكان. وتشمل موارد المدن الثقافية نطاقًا وجودة المهارات في الفنون التمثيلية والبصرية والصناعات الإبداعية. يجب أن تشكل تقدير الثقافة الجوانب الفنية والتقنية للتخطيط والتنمية الحضرية بدلاً من اعتبارها إضافة هامشية يفكر فيها بعد التعامل مع الإسكان والنقل واستخدام الأراضي. يركز هذا التركيز على الخصوصية والفريدة والخاصة في أي مكان.

## التطورات المبكرة
منظمة "شركاء من أجل الأماكن المعيشية" التي تأسست في عام 1977 وأطلق عليها لاحقًا اسم "مجتمعات"، كانت مهمة في الفترة الأولى من تطوير فكرة المدينة الإبداعية. ركزت المنظمة في البداية على التصميم والثقافة كموارد للحياة الجيدة. في أوائل الثمانينيات، أطلقت المنظمة برنامجًا لوثائق قيمة التصميم والمرافق الثقافية الاقتصادية. استكشف برنامج اقتصاديات المرافق كيف يرتبط المرافق الثقافية وجودة الحياة في المجتمع بالتنمية الاقتصادية وخلق فرص العمل. وقد كان هذا العمل حافزًا لمجموعة كبيرة من دراسات الأثر الاقتصادي للفنون في جميع أنحاء العالم.
كانت المفاهيم الأساسية التي استخدمتها المنظمة التخطيط الثقافي والموارد الثقافية، حيث رأوا أنها تخطيط للموارد الحضرية بما في ذلك التصميم ذو الجودة العالية والهندسة المعمارية والحدائق والبيئة الطبيعية والرسوم المتحركة وخاصةً النشاط الفني والسياحة.
ابتداءً من أواخر السبعينيات، بدأت منظمة اليونسكو ومجلس أوروبا في التحقيق في الصناعات الثقافية. ومن منظور المدن، كان نيك غارنهام، الذي عين في المجلس الكبير للدارة في لندن الكبرى في عام 1983/4، قد أسس وحدة للصناعات الثقافية ووضعها على جدول الأعمال. واستنادًا إلى العمل الأصلي لـ تيودور أدورنو ووالتر بنيامين في الثلاثينيات الذي رأى في الصناعة الثقافية نوعًا من الوحش والذي أثر أيضًا على هانس ماغنوس إنتزنسبيرغر، رأى غارنهام الصناعات الثقافية كقوة تحررية. وأظهرت هذه الدراسة للصناعات الثقافية في ذلك الوقت أن المدينة والدولة التي أكدت تطوير صناعاتها الثقافية تضيف قيمة وتصدرها وتوفر وظائف جديدة، وفي الوقت نفسه تدعم التنافسية وتستمر في توسيع نمو المدينة والدولة في الاقتصاد العالمي.
أول ذكر لمفهوم المدينة الإبداعية كمفهوم كان في ندوة نظمها مجلس أستراليا للفنون ومدينة ملبورن ووزارة التخطيط والبيئة (فيكتوريا) ووزارة الفنون (فيكتوريا) في سبتمبر 1988. كان التركيز على استكشاف كيف يمكن دمج الشؤون الفنية والثقافية بشكل أفضل في عملية التخطيط لتطوير المدينة. ألقى ديفيد يانكن [الإنجليزية]، الأمين السابق للتخطيط والبيئة في فيكتوريا، خطابًا رئيسيًا حدد جدول أعمال أوسع مشيرًا إلى أن الكفاءة في المدن مهمة ولكن هناك الكثير مما يلزم: "[يجب أن تكون المدينة] مرضية عاطفياً وتحفز الإبداع بين مواطنيها".
كانت المؤسسة الفكرية "كوميديا"، التي أسسها تشارلز لاندري [الإنجليزية] في عام 1978، أحد اللاعبين المهمين في الفترة الأولى. وأعقب دراسة عام 1991 لغلاسكو: المدينة الإبداعية واقتصادها الثقافي دراسة أخرى في عام 1994 عن الإبداع الحضري تحت عنوان المدينة الإبداعية في بريطانيا وألمانيا

## التحليل
بالإضافة إلى أنها تعتبر مراكز للاقتصاد الإبداعي وموطنًا لطبقة إبداعية كبيرة، اُفترض أن المدن الإبداعية تجسد هيكلًا معينًا. يتكون هذا الهيكل من ثلاث فئات من الأشخاص والمساحات والمؤسسات والمنظمات: الفئة العليا، والفئة السفلية، والفئة الوسطى.
تتكون الطبقة العليا في المدينة الإبداعية من الشركات والمؤسسات المشاركة في الصناعات الإبداعية. هذه هي المؤسسات التي تخلق النمو الاقتصادي الذي يأمل المرء في العثور عليه في المدينة الإبداعية، عن طريق استغلال المنتج الإبداعي لسكان المدينة وتحويله إلى سلعة أو خدمة يمكن بيعها.
تتألف الطبقة السفلية في المدينة الإبداعية من الأفراد الإبداعيين الذين ينتجون هذا المنتج الإبداعي، مثل الفنانين والكتاب والمبتكرين.
تعمل الطبقة الوسطى في المدينة الإبداعية كمساحة للاتصال بين الطبقة العليا والطبقة السفلية. يمكن أن تتكوّن الطبقة الوسطى من مناطق في المدينة، مثل الأحياء التي تضم نسبة عالية من الأفراد الإبداعيين، أو المعارض والحانات التي يجتمع فيها هؤلاء الأفراد. يمكن أيضاً أن تتكوّن الطبقة الوسطى من المؤسسات، مثل التجمعات الفنية، التي تجمع بين الأفراد الإبداعيين. تسمح الطبقة الوسطى بتحويل المنتج الإبداعي للطبقة السفلية إلى شكل أكثر اتساقاً من خلال تجميع المخرجات الإبداعية المتفرقة في منتجات وخدمات محددة. وفي دورها كمساحة، تسمح الطبقة الوسطى للأفراد من الطبقة العليا والطبقة السفلية بالالتقاء، مما يسهل نقل الأفكار والأشخاص من مستوى إلى آخر.
تتمثل الآثار السياسية لهذا الإطار النظري في أنه، من أجل استغلال إمكانات النمو الاقتصادي التي تجلبها الصناعات الإبداعية، يجب على الحكومات الحضرية تعزيز نمو الطبقة الوسطى والطبقة السفلية بالإضافة إلى الطبقة العليا. يمكن القيام بذلك من خلال مبادرات التخطيط الحضري التي تخلق مساحات يمكن استخدامها كطبقة وسطى، والسياسات التي تشجع "الطبقة الإبداعية" التي تشكل الطبقة السفلية.
انتقد آخرون هذا البعد السياسي لمفهوم المدينة الإبداعية باعتباره أداة، ليس لتنشيط المدن. في عمل ريتشارد فلوريدا حول المدن الإبداعية والطبقة الإبداعية، يقوم بقياس مختلف مقاييس "الإمكانات الإبداعية" للمدينة، ومن ثم يرتب المدن بناءً على "مؤشر الإبداع" الخاص به. وهذا بدوره يشجع المدن على المنافسة مع بعضها البعض للحصول على تصنيفات أعلى والفوائد الاقتصادية المرتبطة بها. ولتحقيق ذلك، ستقوم حكومات المدن بتوظيف شركات استشارية لتقديم المشورة لهم حول كيفية تعزيز إمكاناتهم الإبداعية، مما يؤدي إلى إنشاء صناعة وطبقة من الخبراء تدور حول المدن الإبداعية.

## ظهور الاقتصاد الإبداعي والطبقة الإبداعية
تم توجيه انتقادات لفكرة المدينة الإبداعية بزعمها أنها موجهة فقط للهيبسترز ومطوري العقارات وأولئك الذين يسعون لتحسين المناطق وجعلها أكثر جاذبية، مما يدمر الهوية المحلية. حدث ذلك في بعض الأماكن، ولكنه ليس حتمياً. التحدي الإبداعي هو إيجاد التنظيمات والحوافز المناسبة لتجنب الجوانب السلبية. وقد تم التعبير عن قلق شرعي حيال استخدام الفنانين والمبدعين ليكونوا طليعة التحسينات الحضرية ورفع قيم العقارات وجعل المناطق آمنة قبل أن يتوجه إليها الآخرون، وهذا ما يسمى تزيين الحي الفني [الإنجليزية]"
تسلط انتقادات المدينة الإبداعية والصناعات الثقافية والإبداعية الضوء على أنها أداة نيوليبرالية لاستخلاص قيمة من ثقافة وإبداع المدينة. فهي تعامل بموارد المدينة الثقافية كمواد خام يمكن استخدامها كأصول في القرن الحادي والعشرين، تماماً كما كان الفحم والصلب والذهب أصول المدينة في القرن العشرين.
تعرض عمل فلوريدا للانتقادات من قبل علماء الاجتماع مثل جيمي بيك، الذي وصفه بأنه "يعمل هادئًا مع أجندات التنمية النيوليبرالية القائمة، التي تدور حول المنافسة بين المدن، وتحسين الأحياء الراقية، واستهلاك الطبقة الوسطى، وتسويق المكان". وبعبارة أخرى، فإن نصائح فلوريدا التي تدعم تعزيز الطبقة الإبداعية، بدلاً من أن تكون ثورية، هي ببساطة وسيلة لتعزيز النموذج الاقتصادي التقليدي للمدينة. ففكرة الطبقة الإبداعية تخلق هرمًا ثقافيًا، وبالتالي تستنسخ العدالة، وبالفعل، أقر فلوريدا نفسه بأن المناطق التي يشجع عليها باعتبارها نقاط ساخنة للطبقة الإبداعية، تتزامن في نفس الوقت مع وجود فروقات صادمة في الوضع الاقتصادي بين سكانها. ولتفسير ذلك، يشير إلى تضخم أسعار الإسكان الذي يمكن أن يجلبه تدفق الإبداعيين إلى المنطقة، فضلاً عن اعتماد الطبقة الإبداعية على صناعات الخدمات التي تدفع عادة أجورًا منخفضة لموظفيها.
يعتبر النقاد أن فكرة المدينة الإبداعية أصبحت الآن عبارة تعبيرية شاملة معرضة لخطر فقدان معناها وخطر الفراغ بسبب الاستخدام المفرط لكلمة "إبداعي" فيما يتعلق بالأشخاص والأنشطة والمنظمات والأحياء الحضرية أو المدن التي لا تتمتع بإبداع خاص. لا تزال المدن تقتصر على معناها للفنون والأنشطة الثقافية داخل مهن الاقتصاد الإبداعي، وتطلق على أي خطة ثقافية خطة للمدينة الإبداعية، عندما تكون هذه الأنشطة هي جانب واحد فقط من إبداع المجتمع. وهناك اتجاه لدى المدن لاعتماد المصطلح دون التفكير في عواقبه التنظيمية الحقيقية والحاجة إلى تغيير تفكيرهم. والإبداع الذي يعنيه المصطلح، المدينة الإبداعية، هو التفكير الجانبي والتكاملي في جميع جوانب تخطيط المدينة وتطويرها الحضري، ووضع الناس، وليس البنية التحتية، في مركز عمليات التخطيط.
لقد تجاوزت الرؤية المبنية على الابتكار الاقتصادي والعمالة المهرة التي طالب بها فلوريدار ؤية المدينة الإبداعية الأصلية للاندري تمامًا. وأصبحت المدينة الإبداعية في كثير من الأماكن مشروعاً تجارياً، وليس إطاراً لتحويل السياسة الحضرية بالكامل. وقد خفضت توقعاتها، ولم تعد تطالب بتطوير خيال إبداعي في السياسة الحضرية. يمكن تطبيق "الأطروحة" كاستراتيجية دون أن تقلب الكثير من الافتراضات الحاكمة حول دور المدن في النظام الاقتصادي العالمي. ولا يزال النقاش حول المدينة الإبداعية يحتوي على الخيطين - المفهوم الشامل الأكثر شمولاً للإبداع الحضري الشامل والذي يعتبر الاقتصاد الإبداعي بشكل كبير ما يمثله المدينة الإبداعية.

## التأثير العالمي
في عام 2004، أسست منظمة اليونسكو شبكة المدن المبدعة في اليونسكو، وهي شبكة تهدف إلى مشاركة أفضل الممارسات والشراكات التي يمكن أن تساعد على الحفاظ على إبداع المدينة وتحسينه. تتفق جميع المدن المعترف بها كأعضاء في الشبكة على أن الإبداع يشكل عاملاً استراتيجياً للتنمية المستدامة.
لدى شبكة المدن المبدعة في اليونسكو سبعة مجالات إبداعية: الحرف والفنون الشعبية، والتصميم، والأفلام، وفن الطهو، والأدب، وفنون الإعلام، والموسيقى.

## مقالات ذات صلة
- اقتصاد الإبداع
- مدينة ذكية
- تزيين فني